# Kanček sreče
Ljubezenski roman Kanček Sreče Francija Prajsa iz leta 1981 govori o ljubezenskem trikotniku.  

## Vsebina
Vinko Gabriel na službeni poti proti Istri pelje še študentko Tanjo. Med njima se kljub razliki v letih razvijejo čustva in noč preživita v Vinkovem stanovanju, v katerega se Tanja za nedoločen čas tudi priseli. Vinko se spominja ločitve pred skoraj dvajsetimi leti, ljubezenskega razmerja s sodelavko Sonjo, ki se je pozneje ohladilo, in združitve biroja z drugim podjetjem.
Tanja prejme klic od Sonje, ki ji zatrdi, da jo Vinko še ljubi. Sprva odide k bivšemu fantu, a si premisli in se vrne k Vinku.
Sonja in Vinko ugotovita, da se njune predstave o razmerju ne skladajo. Žalostna postane tudi Tanja in obe od njega zahtevata, da mora izbrati eno izmed njiju. Vinka Tanja zaprosi za roko, a jo zavrne s trditvijo, da bi bilo pametnejše, če bi počakala do njene diplome. To jo razjezi in odseli se iz stanovanja.
Tanjo zbije pijan voznik in Vinko v bolnišnici izve, da je bila noseča z njegovim otrokom, a je zaradi nesreče prišlo do splava. Odpelje jo v svoje stanovanje in tam zanjo skrbi.
Tanja se odloči za samomor in očetu napiše poslovilno pismo.
Vinko iz želje po novem začetku da odpoved in se odpravi smučat na Veliko planino. Upa, da se mu bo pridružila tudi Tanja, toda zvečer pred kočo najde nahrbtnik z njenim poslovilnim pismom. Strah ga je, da bi zmrznila, a mu jo naposled uspe najti in skupaj zaspita v koči.
Vzporedno z ljubezensko zgodbo se odvijajo dogodki v arhitekturnem biroju, kjer je zaposlena glavna oseba. Težave imajo zaradi zamujenih rokov, o katerih razglabljajo direktor Polde, Vinko Gabriel, Marjan in inženir Radovanović. Bivši sodelavec Peter z bolj ugodno ponudbo izvajalcem biroju ogrozi projekt planinskega turističnega centra v Bosni. V biro pride pismo iz Bosne, ki sporoča, da bodo sprejeli le majhen del projekta – Marjanove bungalove. Marjan podjetju v Bosni zavrne dovoljenje za uporabo njegovih hišic.

## Kritike
Ob izidu romana je prišlo do polemike, v kateri so sodelovali Matej Bor, Tone Svetina, Miran Hladnik in Tone Pretnar. 
»[P]ri Obzorjih je z letnico 1981 izšla broširana knjižica (193 str.) z naslovom Kanček Sreče, do katere ima copyright avtor Franci Prajs. […] Sreča z veliko začetnico v naslovu je najbrž res napaka, čeprav bi se dala zagovarjati kot namerna. Pes na repu sicer ne bi mogel prinesti opravičila, da gre za aluzijo na Kosmačevo deklico Srečo, pač, pa, da je v obdelavi personificirana življenjska vrednota. Napak, stilističnih, pravopisnih (srbokroatizmi: vozač, izlaganje, dolgo treba čakati; sklučen, težave z vejico in genetivom pri zanikanju) in tiskarskih se brez napora najde dovolj in preveč v knjižici. Njena odlika je pač drugje kot v jeziku.« (Hladnik 1982: 53) 
»Čemu na kupe tega kamenja 

po Kančku Sreče, ki mu ni po duši? 

Saj so vse bolj kričeča ZNAMENJA

neumetnosti. Zakaj teh ne poruši?«

(Bor 1982: 77)
»Članek z naslovom »Zapis, ki noče biti reklama« in »Sreča slovenskega samoupravljalca«, ki ga je v Književnih listih objavil Miran Hladnik, me je s svojo tendencioznostjo pripravil do tega, da sem prečital knjigo Francija Prajsa »Kanček Sreče«. Prebral sem jo na dušek in mi je prav ugajala v svoji zvrsti. [...] [F]ranci Prajs je napisal zgodbo, ki sodi v zvrst zabavne literature. Je Slovencem prepovedano, da bi sami pisali tovrstno literaturo?«
(Svetina 1982: 104)
»[P]rajsova knjiga Kanček sreče, za katero sta se po lepi prijateljski dolžnosti potegnila Vladimir Pavšič in Tone Svetina, je tako malenkostna, da ob njej ni vredno izgubljati besed. Pa kljub temu, iz gorenjske trme: Moj glavni očitek knjigi je bil, da se pojavlja na napačnem mestu, kjer je siceršnji bralci takih povesti (konzumenti trafikarske literature) ne bodo našli, namesto v Anteninih Zgodbah, ki jih piše življenje – pri založbi, ki svoje knjige prodaja v knjigarni.« 
(Hladnik 1982: 110) 
»Sede k stroju Franci Prajs 

in napiše Kanček Sreče, 

lep, vesel in sploh roman. 

Sede k stroju Miran Hladnik 

in napiše recenzijo, 

kam bi sodil ta roman. 

Sede k stroju Matej Bor 

in napiše epigram, 

kako da Hladnik nima prav.«

(Pretnar 1992: 268)
»Našteti je mogoče vrsto del, ki so skoraj v vsem žanrski izdelki, a jih niti avtor niti založba nista pripravljena ugledati v tem neuglednem svojstvu. Tako se je pred leti zgodilo z ljubavnim romančkom Francija Prajsa Kanček sreče (1981), ki bi bil v čast vsaki svetovni trafikarski seriji ljubavnih zgodbic.«
(Hladnik 1990: 131)
»Kanček sreče je zgodba (in nič več kot to) o ljubezni in službovanju. Prajsovi junaki so namreč razcepljeni na dve simetrični polovici: prva od poglavja do poglavja zavzeto opravlja svojo službeno dejavnost, v katerije mnogo besed o težavah in radostih nekakšnega projektantskega biroja, druga polovica pa se nič manj zavzeto ne trudi v ljubezenskem udejstvovanju. »Sredine« ni. [...] Takšna instrumentalizacija junakov je značilnost trivialne literature. [...] Človek je degradiran na poklic in genitalije. Kanček sreče je zato treba izbojevati na poklicnem ali ljubezenskem poligonu. In to je seveda neskončno žalostno in siromašno.« (Zorn 1988: 78)
O knjigi je v oddaji S knjižnega trga 5. februarja 1982 na Radiu Ljubljana govoril tudi Marjan Dolgan, a zapis, kot mnogi iz 80-ih let, ni ohranjen.